# Adrapsa rivulata
Adrapsa rivulata är en fjärilsart som beskrevs av John Henry Leech 1900. Adrapsa rivulata ingår i släktet Adrapsa och familjen nattflyn. Inga underarter finns listade i Catalogue of Life.